# Musím tě svést
Musím tě svést je český film z roku 2002. Režisérka a autorka scénáře Andrea Sedláčková si jako námět vybrala soudničku z francouzského tisku. Původně mělo jít o televizní film.

## Děj
Manželství ministryně Martiny a krachujícího podnikatele Karla prochází krizí. Karel se chce rozvést, Martina nechce, přesto mu vyčítá nevěry. Karel požádá svého kamaráda Otu, který vlastní reklamní kancelář a je proslulým sukničkářem, aby jeho ženu svedl. Karel si chce její nevěru natočit a získat tím důkaz pro rozvodovou komisi. Karel podle Martinina diáře Otovi pomáhá, aby se s Martinou sešel. Nakonec ji zastihne po rozhovoru v televizi, dají si skleničku, poté jdou do kasina a následně do Otova bytu, kde si povídají.
Martina shání na Otu číslo, znovu se sejdou. Vyspí se spolu. Ota to ohlásí Karlovi a plánuji natáčení nevěry. Martina řekne Otovi, že se s ním vyspala, aby se pomstila Karlovi, ale začala ke Karlovi cítit něco víc. Chtějí se znovu sejít na chatě, ale Martina má pocit, že ji opět sleduje černé auto, proto se vrátí zpět do Prahy.
Ota Martinu stále uhání, ona jej odmítá kvůli kariéře a chce rovněž zachránit manželství. Opět ji sleduje černé auto a ona jen těsně stihne doběhnout domů, kde se pod tlakem zhroutí a vyspí se s Karlem. Ten chce ovšem stále rozvod a pobízí Otu, aby uskutečnil smluvený plán. Ota ji proto neustále uhání a podaří se mu ji pozvat na chatu. Martina s ním nechce nic mít, ale Ota ji donutí. Ona mu vyhrožuje, že jej udá za znásilnění a řekne to Karlovi. Ota jí ukáže Karla s kamerou na posedu. Martina s Karlem odjíždějí zpět do Prahy, za nimi se vrací i Ota. Martina se s Karlem doma usmíří, což ze zahrady sleduje Ota.

## Obsazení
| Ivana Chýlková      | ministryně Martina |
| Jan Kraus           | Ota                |
| Ivan Trojan         | Karel              |
| Jiří Wohanka        | řidič Kroupa       |
| Michaela Pavlátová  | sekretářka         |
| Zdeněk Hess         | pan Hlavsa         |
| Pavel Lagner        | komentátor         |
| Zdeněk Suchý        | fotograf           |
| Jan Nemejovský      | pan Závozník       |
| Hana Šedová         | milenka            |
| Ivan Vorlíček       | generální ředitel  |
| Elizabeth Hrubešová | Barborka           |

## Ocenění
- Český lev 2002, Ivan Trojan za nejlepší vedlejší mužský herecký výkon